# 东野汇辑
《东野汇輯》是李源命（1772-1839年）所作的一部野谈集，与无名氏的《青丘野谈》和李羲准（1772-1839年）的《溪西野谈》合称为朝鲜王朝三大野谈集:1438。
《东野汇輯》完成于1869年，有八卷，每卷又根据内容的不同分为多个部：卷一包括恩数部、儒贤部、将相部；卷二包括节义部、技艺部；卷三包括方术部、道流部；卷四为性行部；卷五为人事部；卷六为妇女部、卷七杂职部、卷八异部、拾遗部。:297